# Žižkova hrušeň (Rabí)
Žižkova hrušeň u hradu Rabí byl podle pověsti strom, u kterého přišel Jan Žižka o své druhé (pravé) oko. Mezi různými verzemi pověsti existují rozpory o poloze hrušně i o detailech celého příběhu.

## Základní údaje
- GPS: 49°16'45"N, 13°37'5.7"E (poloha hradu Rabí)

Po léta se v kraji držela tradice vysazovat novou hrušeň na místě zániku té původní. Konkrétně jde o místo západně od hradu pod kopcem Líšná, ale pověsti v tomto nejsou jednotné. Mluví o hrušni u brány hradu nebo v poli, ale podle výzkumů stála na prvním hradním nádvoří. Zda šlo právě o ten pověstný strom, nebo bylo hrušní víc, nebo strom a Žižkův osud vůbec nesouvisely, známo není.

## Historie a pověsti
V dubnu 1420 Žižka poprvé zaútočil na hrad Rabí. Místní považovali hrad za nedobytný, proto do něj před útokem ukryli všechny světské i církevní poklady. Husité vypálili některé budovy, příkop vyplnili slámou a chrastím, dostali se na nádvoří a přemohli osádku hradu. Sedm kněží a mnichů prý bylo vrženo do ohně a zdálo se, že podobně skončí i rodina Půty Švihovského z Rýzmberka, které hrad patřil. Žižka je ale ušetřil, nechal spálit jen cennosti ukryté v hradu - jako kořist si ponechal pouze výzbroj a výstroj.
Když husité odtáhli, nechal Jan z Rýzmberka hrad opravit a chystal plány proti Žižkovi. V červenci 1421 se proto Žižka na Rabí vrátil. Dál se pověsti liší:
Podle jedné verze stál Žižka u hradní brány pod hrušní, když velitel hradu Přibík Kočovský vystřelil šíp, který proletěl otevřeným hledím Žižkovy helmy a připravil ho o oko.
Další verze mluví o tom, že se Přibík trefil do hrušně, ze které se odštípla tříska, která Žižku o oko připravila.
Jiná varianta pověsti posouvá hrušeň s Žižkou do pole dále od hradu a nezmiňuje Přibíka Kočovského, jen náhodný šíp, který se do hrušně zabodl a vyštípl z ní onu pověstnou třísku.
Některé pověsti ještě pokračují a mluví o marném léčení Žižky v Praze, jiné rozvádějí osudy brány, u které se tragédie stala. Brána byla nazvána Žižkovou, ten pod ní byl údajně pohřben (historicky neprokázané a nepravděpodobné) a roku 1770, když lidé rozebírali hrad Rabí na stavební materiál pro vlastní potřebu a dostali se až na bránu, spadl údajně na jednoho z opovážlivců velký kamen, který ho zabil. Tradovalo se, že to byla pomsta osudu za Žižkovo oko, nebo snad čin ducha samotného Žižky, který se v okolí brány zdržoval.
Výjev (jedné verze pověsti) byl zachycen v obraze umístěném na hradní bráně, pod nímž nechyběl „autentický“ dialog mezi Přibíkem a Žižkou (rovněž historicky nedoložený a nepravděpodobný):

| „ | Přibík Kočovský: „Ty-li jsi, bratře Žižko?“ Jan Žižka : „Jsemť“ Přibík Kočovský: „Krejž holého!“ | “ |

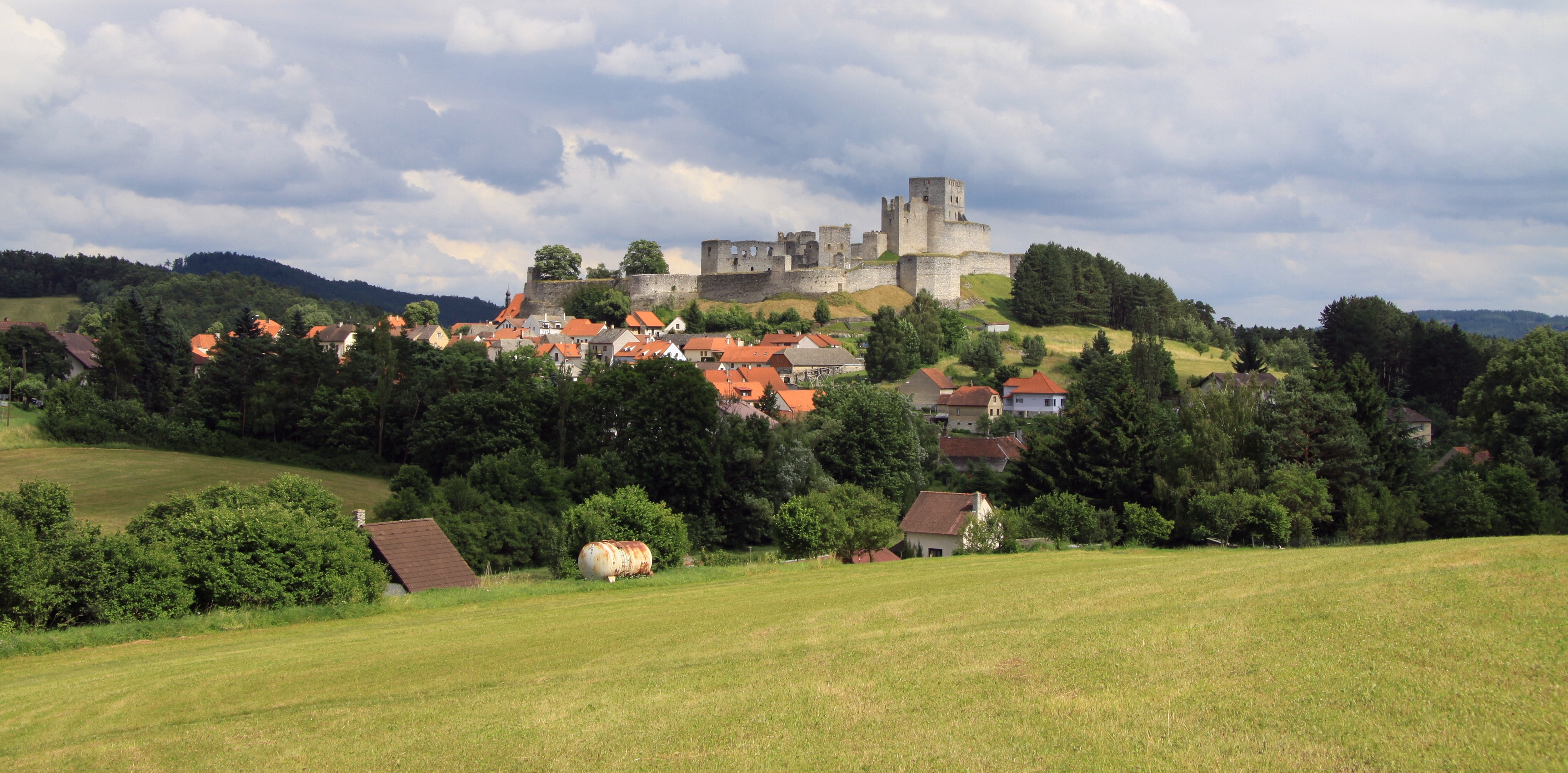
Hrad Rabí, celkový pohled na hrad a přilehlou obec

Žižka neuposlechl a Přibík vystřelil. Ke hradu Rabí se vážou i jiné pověsti - O bezedné studni, nebo O opičí dani.

## Památné a významné stromy v okolí
- Žichovická lípa